# Altes Theater (Leipzig)

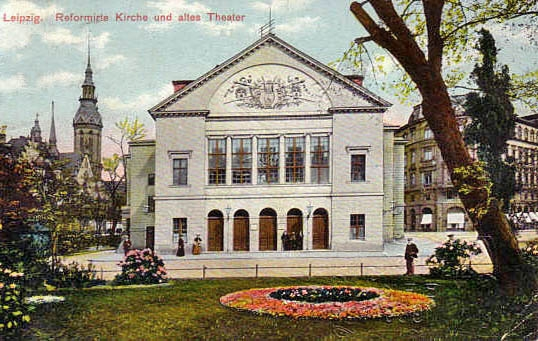
Das Alte Theater, links im Hintergrund die Reformierte Kirche (1906)

Das Alte Theater (früher auch Neues Theater, Comödienhaus, Theater der Stadt Leipzig, Theater am Ranstädter Tor) war der erste steinerne Theaterneubau in Leipzig. Es stand am heutigen Richard-Wagner-Platz, der zuvor Fleischerplatz/Theaterplatz und davor Rannische Bastei hieß. An seiner Stelle befindet sich heute die viergleisige Straßenbahnhaltestelle Goerdelerring.

## Geschichte

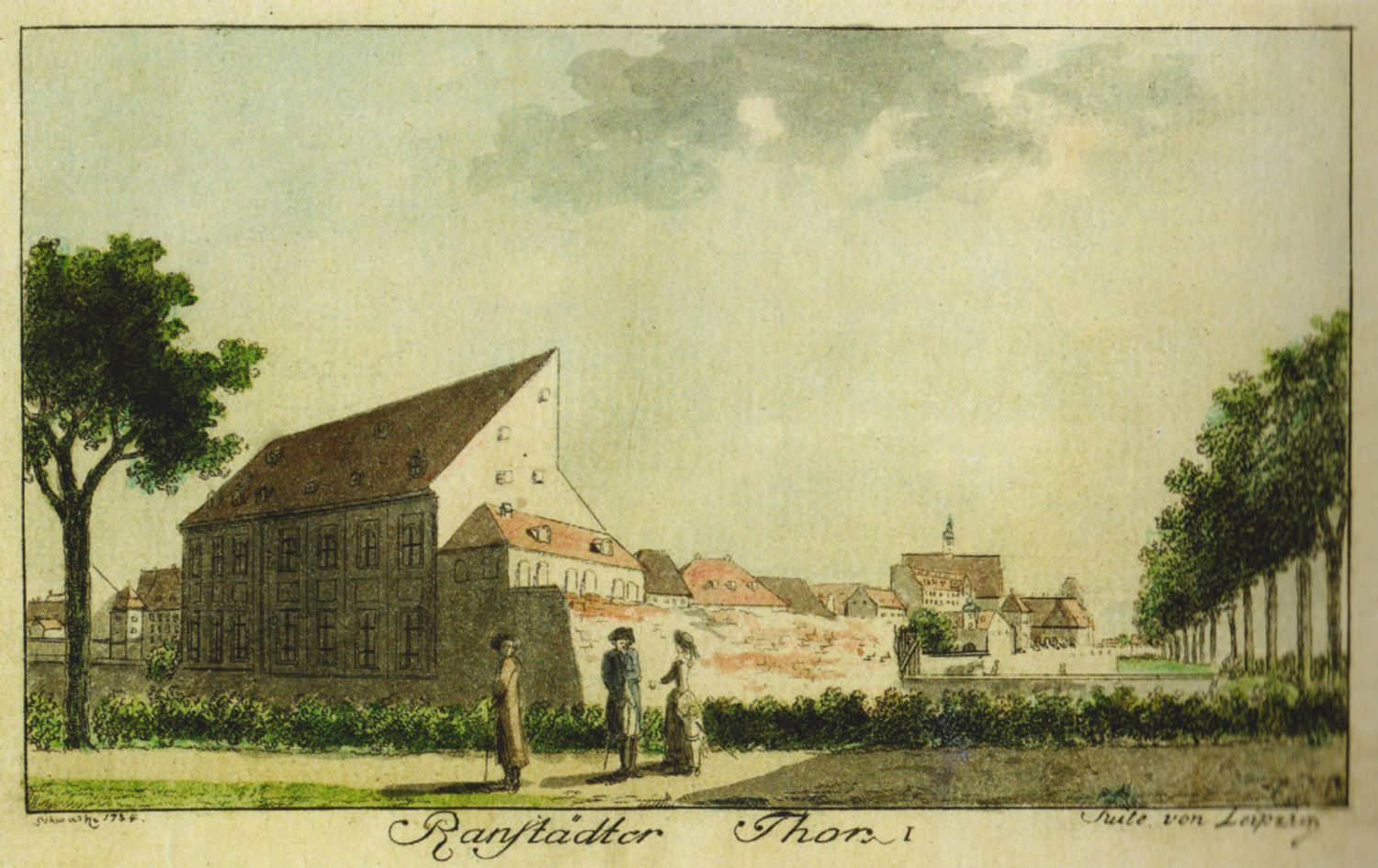
Das Comödienhaus auf der Rannischen Bastei (1784)

Bis zur Mitte des 18. Jahrhunderts war der Theaterbetrieb in Leipzig, abgesehen von einem Privileg der Neuberin (1697–1760) von 1727 bis 1733 für ein stationäres Theater, von reisenden Schauspielertruppen an verschiedenen Orten der Stadt wahrgenommen worden. 1749 erhielt der Theaterprinzipal Heinrich Gottfried Koch (1703–1775) das kursächsische Privileg einer dauernden Spielerlaubnis. Er nutzte für seine Vorstellungen einen Theatersaal in Quandts Hof mit im Halbkreis angeordneten Zuschauerplätzen. Der Bau eines eigenen Theaterhauses wurde ihm zunächst verwehrt.

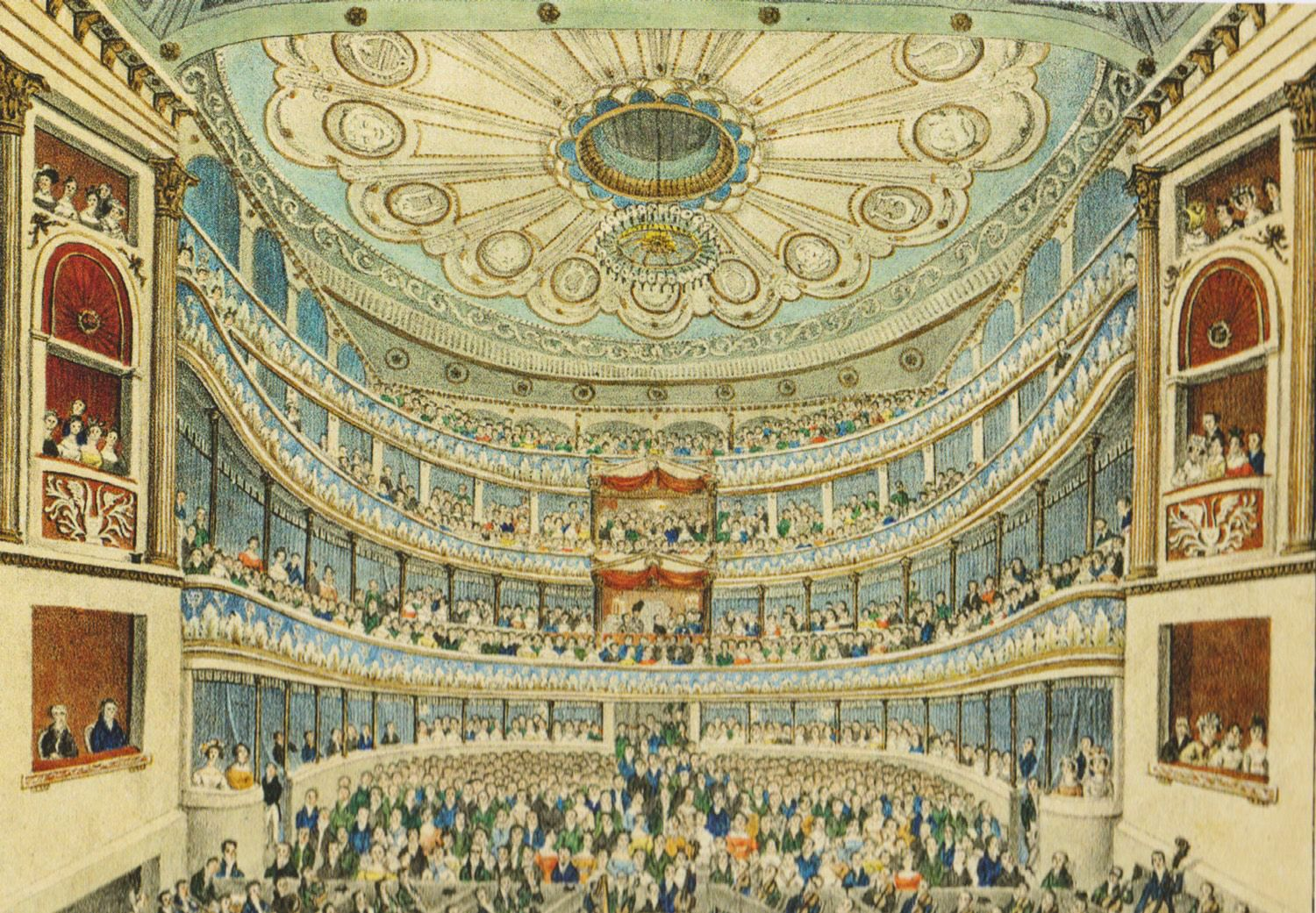
Der Saal (um 1850)
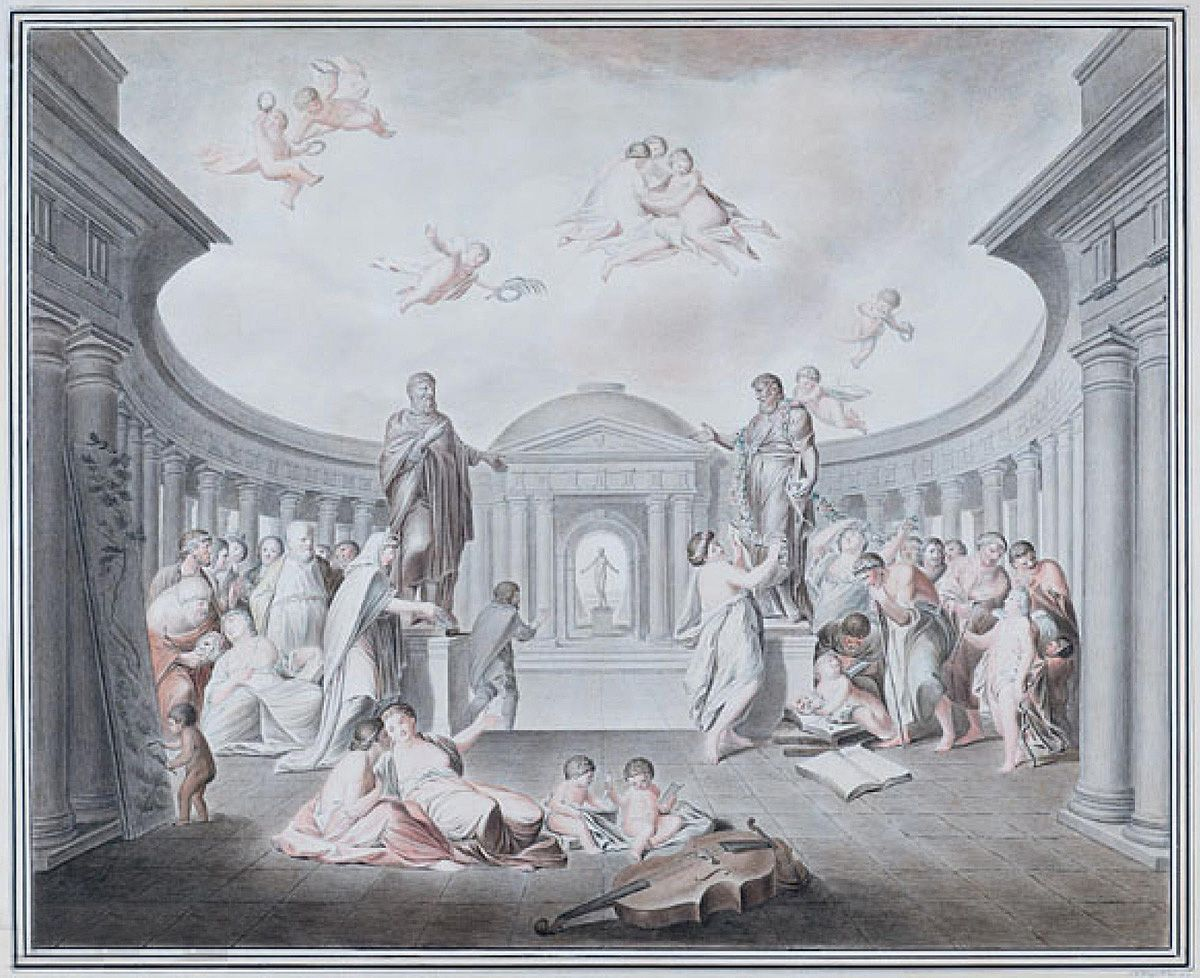
Der Oeser'sche Bühnenvorhang

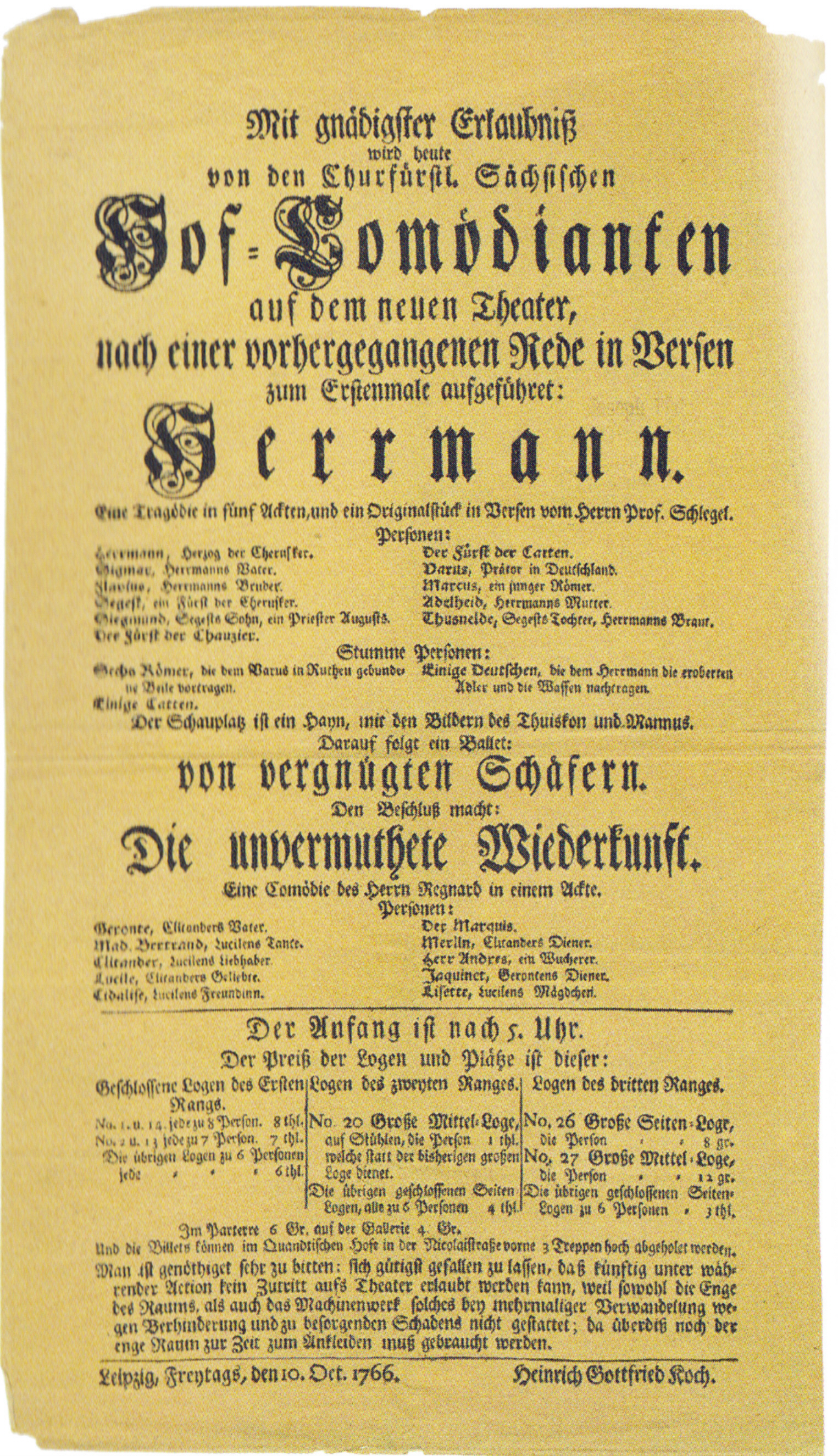
Der Theaterzettel zur Eröffnung 1766

Er konnte aber, nachdem er zwischenzeitlich Leipzig für einige Jahre verlassen hatte, eine erfolgreiche Initiative nutzen, die der Leipziger Kaufmann Gottlieb Benedict Zemisch (1716–1789) mit weiteren Mitstreitern nach dem Siebenjährigen Krieg unternommen hatte, ein Theaterhaus errichten zu dürfen. Der Dresdner Architekt Georg Rudolph Fäsch (1715–1787) plante den „Comödienhaus“ genannten und 1766 fertiggestellten Bau auf den nordwestlichen Fundamenten der Stadtmauer, der Rannischen Bastei. Es hatte bei einem halbrunden Grundriss des Zuschauerraums auf drei Rängen und Logen 1186 Sitzplätze, im Parkett und auf der Galerie gab es nur Stehplätze. Der Bühnenvorhang war von Adam Friedrich Oeser (1717–1799) gemalt worden.
Nach einem gereimten Prolog von Universitätsprofessor Christian August Clodius (1737–1784) eröffnete die Koch’sche Truppe das Haus am 10. Oktober 1766 mit der Tragödie Herrmann von Johann Elias Schlegel (1719–1749), gefolgt von einem Schäferballett und der Komödie Die unvermuthete Wiederkunft von Jean-François Regnard (1655–1709). Der Student Johann Wolfgang Goethe (1749–1832) wohnte der Eröffnung als Zuschauer bei.
Einen wesentlichen Teil des Repertoires machten Singspiele von Johann Adam Hiller (1728–1804) aus, meist nach Libretti von Christian Felix Weiße (1726–1804). 1768 wohnte Gotthold Ephraim Lessing (1729–1781) einer Aufführung seines Lustspiels Minna von Barnhelm bei, und 1801 erlebte Schillers Jungfrau von Orleans hier die Uraufführung. Schiller selbst kam erst zur zweiten Vorstellung.
Das Haus blieb zunächst im Privatbesitz Zemischs. 1796 kaufte es die Stadt seiner Witwe ab, ohne sich jedoch um die Aufführungen zu kümmern. Des Sommers schickte der Dresdner Hof die Theatergruppen von Franz und Joseph Seconda nach Leipzig. Nach kleineren Umbauten am Bühnenhaus 1796 und 1802 verfiel das Haus mehr und mehr. Nach den Befreiungskriegen forderten Leipziger Bürger ein eigenes Theaterensemble. Nachdem die Genehmigung aus Dresden vorlag, gründete sich, vornehmlich aus Kaufleuten, ein sechzigköpfiger Theaterverein. Diesem verkaufte die Stadt das Haus unter der Maßgabe, es künftig „Theater der Stadt Leipzig“ zu nennen. Die Direktion des Hauses übernahm der Jurist Karl Theodor Küstner (1784–1864). Er veranlasste 1817 nach einem Entwurf des badischen Architekten Friedrich Weinbrenner Umbauten und Erweiterungen im klassizistischen Stil, die vom Universitätsbaumeister Carl August Benjamin Siegel (1757–1832) realisiert wurden. Dabei entstand die fünftürige Schaufassade nach Westen mit der symbolischen Schmuckdekoration im Giebelfeld.
Am 26. August 1817 erfolgte die Wiedereröffnung als Theater der Stadt Leipzig mit Schillers Braut von Messina und einem Prolog von Siegfried August Mahlmann (1771–1826). Küstner entwickelte während seiner elfjährigen Direktionszeit das Theater zu einem der bedeutendsten Deutschlands. Von 1829 bis 1832 fungierte es als Sächsisches Hoftheater, anschließend kam die Leitung wieder in private Hand, und Friedrich Sebald Ringelhardt (1785–1855) übernahm bis 1844 die Theaterdirektion. Hatte zuvor Heinrich Marschner (1795–1861) mit der Uraufführung seiner Opern für Aufsehen gesorgt, war es nun Albert Lortzing (1801–1851), von dem acht Opern hier uraufgeführt wurden. Ringelhardt brachte aus Köln als Theatersekretär, Bibliothekar und Kassenassistent den späteren Kämpfer der Revolution von 1848 Robert Blum (1807–1848) mit nach Leipzig.

Das Alte Theater (1911)

Nach dem Bau des Neuen Theaters am Augustusplatz, wurde das Haus 1868 in Altes Theater umbenannt und nur noch für Schauspiel und kleinere Opern genutzt. Seit 1912 stand es abermals unter Verwaltung der Stadt Leipzig.
Am 7. Dezember 1912 fand die Uraufführung des Märchenspiels Peterchens Mondfahrt von Gerdt von Bassewitz statt, das dann ab 1915 als Buch mit Illustrationen ein Klassiker der deutschen Kinder- und Jugendliteratur wurde. Am 8. Dezember 1923 war hier auch die Uraufführung von Bertolt Brechts (1898–1956) Drama Baal. Sie löste einen Skandal aus. Das Stück wurde auf Drängen des Oberbürgermeisters Karl Rothe (1865–1953) vom Spielplan wieder abgesetzt.
Bei der Bombardierung Leipzigs am 4. Dezember 1943 wurde auch das Alte Theater getroffen. Nach Kriegsende wurde die Ruine abgetragen.

## Wichtige Uraufführungen
| Friedrich Schiller:  | Die Jungfrau von Orleans       | 11. September 1801                             |
| Heinrich Marschner:  | Der Vampyr                     | 29. März 1828                                  |
|                      | Der Templer und die Jüdin      | 22. Dezember 1829                              |
| Richard Wagner:      | Konzertouvertüre in d-Moll     | 25. Dezember 1831                              |
|                      | Schauspielmusik zu König Enzio | 17. Februar 1832                               |
| Heinrich Marschner:  | Des Falkners Braut             | 10. März 1832                                  |
|                      | Das Schloss am Ätna            | 29. Januar 1836                                |
| Albert Lortzing:     | Die beiden Schützen            | 20. Februar 1837                               |
|                      | Zar und Zimmermann             | 22. Dezember 1837                              |
|                      | Caramo oder Das Fischerstechen | 20. September 1839                             |
|                      | Hans Sachs                     | 23. Juni 1840                                  |
|                      | Casanova                       | 31. Dezember 1841                              |
|                      | Der Wildschütz                 | 31. Dezember 1842                              |
|                      | Zum Großadmiral                | 13. Dezember 1847                              |
|                      | Rolands Knappen                | 25. Mai 1849                                   |
| Robert Schumann:     | Genoveva                       | 25. Juni 1850                                  |
| Gerdt von Bassewitz: | Peterchens Mondfahrt           | 7. Dezember 1912                               |
| Franz Werfel:        | Der Spiegelmensch              | 15. Oktober 1921, auch in Stuttgart            |
| Ernst Toller:        | Der deutsche Hinkemann         | 19. September 1923                             |
| Bertolt Brecht:      | Baal                           | (8. Dezember 1923)                             |
| Kurt Weill:          | Der Silbersee                  | 18. Februar 1933, auch in Magdeburg und Erfurt |